# شتر دوکوهانه وحشی
شتر دوکوهانه وحشی (نام علمی: Camelus ferus) گونه‌ای شتر وحشی است که نسل آن در حال انقراض بوده، و به تعداد کمی در بخش های از کشور های مغولستان و چین وجود دارد